# Yaya Dissa
Yaya Mamadou Dissa né le 18 septembre 1975 à Nioro  au Mali, est un footballeur international malien,.

## Biographie

### Enfance et Carrière
Digne fils de Mamadou Dissa, gouverneur de Gao et Ségou en 1996 et 1997, le football était un lobbying pour Yaya Dissa. En effet , très studieux, il jouait au football que pour passer le temps avec ses amis dans le club Hafia FC de Médina Coura et à Lafiabougou où vivaient ses parents. Au fur et à mesure Yaya Dissa accordait plus de temps  pour les compétitions inter scolaires et en 1992 il rejoint l’AS Mandé de la Commune IV.
Après l’obtention de son BAC au Lycée Technique, ses études universitaires s'arrêtent à l'option Physique-Chimie à la Faculté des Sciences et Technologies (FAST) parce qu’au même moment il signe un contrat avec l'Arabie Saoudite.
Il joue comme attaquant dans l'équipe senior de l'AS Commune IV avant de rejoindre l'Athletic Club Djoliba en 1996 et mène au titre de la ligue malienne lors de la saison 1996-1997 ce club.
Son expérience  et ses preuves dans le championnat malien l'ont poussé à rejoindre l'équipe de première ligue saoudienne Al-Shabaab. À l'âge de 26 ans, il s'installe en Grèce. Il joue pour l'Athinaikos F.C, le Kerkyra F.C. et le Patraikos F.C. dans la Super League grecque.
Il a également joué pour d’autres club comme Niort, UA Saint-Florent, Niort Saint-Liguaire.

### Après carrière
Il abandonne sa carrière pour se lancer dans l'industrie agroalimentaire. Yaya Dissa a travaillé dans un entrepôt et, pour rester dans le football, s'occupe des jeunes joueurs U16 et U17 de Saint Liguaire.